# Червенокоремна пита
Червенокоремните пити (Erythropitta erythrogaster) са вид птици от семейство Питови (Pittidae).
Разпространени са във влажните гори на Филипините. Достигат до дължина 15 – 18 сантиметра и маса 50 – 70 грама. Хранят се главно с насекоми, червеи и растителен материал, които търсят по повърхността на земята.